# Ommatius ovatus
Ommatius ovatus là một loài ruồi trong họ Asilidae. Ommatius ovatus được Scarbrough miêu tả năm 2002. Loài này phân bố ở vùng Tân nhiệt đới.